# フォルハイム
フォルハイム（ドイツ語: Forheim、シュヴァーベン地方では Fora と呼ばれる）はドイツ連邦共和国バイエルン州シュヴァーベン行政管区のドナウ＝リース郡に属す町村（以下、本項では便宜上「町」と記述する）で、ネルトリンゲンに本部を置くリース行政共同体を構成する自治体の一つである。

## 地理
フォルハイムは、アウクスブルク開発計画地域に位置する。

### 自治体の構成
この町は、公式には2つの地区 (Ort) からなる。
- アウフハウゼン
- フォルハイム

## 歴史
フォルハイムは1144年の贈与証明書中に初めて記録されている。1540年に初めてプロテスタントの牧師にミヒャエル・プフェリンガーが着任した。その後、1557年に最終的にプロテスタント信仰が定着した。フォルハイムはエッティンゲン＝ヴァラーシュタイン侯領に属した。1806年のライン同盟によってこの町はバイエルン領となった。アウフハウゼンは1978年に合併した。

### 人口推移
- 1970年 624人
- 1987年 588人
- 2000年 607人

## 行政
町長はアンドレアス・ブルックマイアー (Wählergemeinschaft) である。
町議会は8議席からなる。

## 見所
- 聖マルガレーテ教会
- 牧師館: 1557年に建造された木組み建築である。

## 引用
1. ↑  https://www.statistikdaten.bayern.de/genesis/online?operation=result&code=12411-003r&leerzeilen=false&language=de Genesis-Online-Datenbank des Bayerischen Landesamtes für Statistik Tabelle 12411-003r Fortschreibung des Bevölkerungsstandes: Gemeinden, Stichtag (Einwohnerzahlen auf Grundlage des Zensus 2011)
2. ↑  Bayerische Landesbibliothek Online